# Sofia Falkenhem
Anna Sofia Falkenhem, född 6 oktober 1982, är en svensk illustratör och serieskapare. Hon har bland annat illustrerat böckerna om Kalle Skavank av Petrus Dahlin, samt böckerna om syskonen Tilly av Lisa Hyder. I juni 2015 tillkännagavs att Sofia Falkenhem kommer att illustrera en ny fantasytrilogi av Mats Strandberg.

### Som serieskapare
- Efter solen, The Creative Plot : Lunds konsthall, 2015, ISBN 9789188846914

### Som illustratör

#### Kalle Skavank
Textförfattare till serien är Petrus Dahlin.
- Ugglor i Bagarmossen, Tiden, 2007, ISBN 9789185227143
- Änglar på Skogskyrkogården, Tiden, 2007, ISBN 9789185227150
- Klotter i Kärrtorp, Tiden, 2008, ISBN 9789173710176
- Stöld på Tistelvägen, Tiden, 2008, ISBN 9789173710183
- Motorsågar i Björkhagen, Tiden, 2009, ISBN 9789173710558
- Gravstenen i Enskededalen, Tiden, 2009, ISBN 9789173710671
- Branden vid Söderbysjön, Rabén & Sjögren, 2010, ISBN 9789129672077
- Snokar i Orminge, Rabén & Sjögren, 2010, ISBN 9789129673340
- Hunden på Lugna gatan, Rabén & Sjögren, 2011, ISBN 9789129676488
- Tavlan i Tallkrogen, Rabén & Sjögren, 2012, ISBN 9789129680447
- Skandalen vid Skanstull, Rabén & Sjögren, 2013, ISBN 9789129687033
- Åska på Solsidan, Rabén & Sjögren, 2014, ISBN 9789129691399
- Trassel på Trohetsvägen, Rabén & Sjögren, 2015, ISBN 9789129695298
- Lik på Stadavik, Rabén & Sjögren, 2016, ISBN 9789129698961

#### Böcker skrivna avAnna-Klara Mehlich
- Gunga åt Öster : mot tidens härskare (författare: ), Olika, 2010, ISBN 9789185845255 (med i serien Böcker ut & in)
- Gunga åt Väster : mot vädrets furste, Hoi, 2013, ISBN 9789186775742
- Gunga åt Söder och Norr : inlighetens kamp, Barfotaböcker, 2016, ISBN 9789198312201

Den första boken i serien är även utgiven på Hoi och Barfotaböcker.

#### Trio i trubbel
Textförfattare till serien är Thomas Halling.
- Läskigt läge, Alfabeta, 2010, ISBN 9789150112160
- Kuslig kväll, Alfabeta, 2010, ISBN 9789150112177
- Skola i skräck, Alfabeta, 2011, ISBN 9789150114003
- Ryslig resa, Alfabeta, 2011, ISBN 9789150112184
- Skuggor i skogen, Alfabeta, 2012, ISBN 9789150114188
- Något i natten, Alfabeta, 2012, ISBN 9789150114621

#### Agenterna
Böckerna i serien är skrivna av Katerina Janouch.
- Agenterna och småkrypens hemlighet, Bonnier Carlsen, 2011, ISBN 9789163867385

#### Dilsa-böckerna
Textförfattare till serien är Petrus Dahlin.
- Dilsa och kärlekens mysterier, Rabén & Sjögren, 2011, ISBN 9789129676969
  - återutgivning av En bok för alla, 2018, ISBN 9789172217850
- Dilsa och det brustna hjärtat, Rabén & Sjögren, 2012, ISBN 9789129680454
- Dilsa och den falska förälskelsen,  Rabén & Sjögren, 2013, ISBN 9789129687040

#### Syskonen Tilly
Textförfattare till serien är Lisa Hyder.
- Bibliotekskuppen, Opal, 2014, ISBN 9789172996403
- Artistkuppen, Opal, 2015, ISBN 9789172997172
- Uppfinnarkuppen, Opal, 2016, ISBN 9789172997974
- Spökkuppen, Opal, 2016, ISBN 9789172998384

#### Klass 5C
Textförfattare till serien är Anna Hansson.
- Den värsta dagen!, Beta Pedagog, 2015, ISBN 9789188009135
- Den värsta utflykten!, Beta pedagog, 2016, ISBN 9789188009142
- Den värsta avslutningen!, Beta pedagog, 2016, ISBN 9789188009159
- Den värsta vinsten!, Beta pedagog, 2018, ISBN 9789188009630

#### Monstret Frank
Textförfattare till serien är Mats Strandberg.
- Monstret på cirkusen, Rabén & Sjögren, 2016, ISBN  9789129692822
  - (på danska, i översättning av Birgitta Gärtner) Monstret i cirkus, Alvilda, 2016, ISBN 9788771656497
  - (på norska, i översättning av Nina Aspen) Monsteret på sirkus, Omnipax, 2017, ISBN 9788283151282
  - (på färöiska, i översättning av Sigrid Jógvansðóttir Hansen) Skrímslið í sirkusi, Bókadeild Føroya lærarafelags, 2018, ISBN 9789997204127
  - (på polska, i översättning av Ewelina Węgrzyn) Potwór i cyrk, Czrana owca, 2019, ISBN 9788381431606
- Monstret i natten, Rabén & Sjögren, 2016, ISBN 9789129692556
  - (på danska, i översättning av Birgitta Gärtner) Monstret i natten, Alvilda, 2016, ISBN 9788771655667
  - (på norska, i översättning av Nina Aspen) Monsteret i natten, Omnipax, 2017, ISBN 9788283151114
  - (på färöiska, i översättning av Sigrid Jógvansðóttir Hansen) Náttarskrímslið, Bókadeild Føroya lærarafelags, 2017, ISBN 9789997203472
  - (på finska, i översättning av Aki Räsänen) Yön hirviö, Viisas elämä, 2017, ISBN 9789522606334
  - (på polska, i översättning av Ewelina Węgrzyn) Nocny potwór, Czrana owca, 2019, ISBN 9788381431330
  - (på hebreiska, i översättning av Danah Kaspi) ha-mifletset ba-lailah, Rishon le-Tsiyon : Yediʻot aḥaronot, 2019 ISBN 9789655644678
  - (på estniska, i översättning av Allar Sooneste) Koletis öös, Tänapäev, 2019, ISBN 9789949854486
  - (på albanska, i översättning av Qerim Raqi) Përbindëshi i natës, Magjia librit, 2020, ISBN 9789951693813
  - (på tyska, i översättning av Franziska Hüther) Das Monster in der Nacht, Woow Books, 2021, ISBN 9783961770830
- Monstret och människorna, Rabén & Sjögren, 2017, ISBN 9789129692839
  - (på danska, i översättning av Birgitta Gärtner) Monstret og menneskene, Alvilda, 2017, ISBN 9788771656503
  - (på norska, i översättning av Nina Aspen) Monsteret og menneskene, Omnipax, 2019, ISBN 9788283151541
  - (på färöiska, i översättning av Sigrid Jógvansðóttir Hansen) Skrímslið og menniskjuni, Bókadeild Føroya lærarafelags, 2019, ISBN 9789997205254
  - (på polska, i översättning av Ewelina Węgrzyn) Potwór i ludzie, Czrana owca, 2019, ISBN 9788381431620

Även en samlingsvolym med de tre första titlarna i serien finns utgiven: Monstret Frank, Rabén & Sjögren, 2019, ISBN 9789129714760

#### Böcker skrivna avAnn-Charlotte Ekensten
- Mer än bara fotboll, Nypon förlag, 2016, ISBN 9789175676081
- Taggad på Insta, Nypon förlag, 2017, ISBN 9789175678481
- Snusk på Snapchat, Nypon förlag, 2021, ISBN 9789179872045

#### Böcker skrivna avAnnalena Hedman
- Kronan, Natur & kultur, 20218, ISBN 9789127153035
- Vittran, Natur & Kultur, 2019, ISBN 9789127156463

#### Böcker skrivna avAnette Eggert
- Sista sparken, Opal, 2019, ISBN 9789172999718
- Tänk bara fotboll, Opa, 2020, ISBN 9789172262423
- Snyggt räddat, Opal, 2021, ISBN 9789172263482

#### Fristående verk
- Kapten Svarteks grav (textförfattare: Lena Ollmark och Mats Wänblad), Natur & Kultur, 2008, ISBN 9789127116054
- Stella skaffar ett syskon (textförfattare Annelie Drewsen), Rabén & Sjögren, 2013, ISBN 9789129688047 (del av serien Läsa själv)
- Pia Perssons handbok i överlevnad (textförfattare Charlotte Hage), Kabusa böcker, 2014, ISBN 9789173553698
- Djävulsdrogen : kapucinermunken Medardus efterlämnade papper, utgivna av författaren till de fantasifyllda styckena i Callots stil, (textförfattare E.T.A. Hoffmann, originaltitel Die Elixiere des Teufels, översättning till svenska Knut Stubbendorff), Vertigo förlag, 2017, ISBN 9789185000722 (del av serien Vertigos gotiska skräckklassiker nr 007)
- Den helt sanna julsagan om kentauren som ville hem (textförfattare Mats Strandberg),  Rabén & Sjögren, 2019, ISBN 9789129712889
  - (på norska, i översättning av Nina Aspen) Det helt sanne juleeventyret om kentauren som ville hjem, Omnipax, 2019, ISBN 9788283151718
- Månen, varelsen och jag (textförfattare Ylva Karlsson), Rabén & Sjögren, 2020, ISBN 9789129719369
- Astera och basketskorna (textförfattare Kaly Halkawt), Bonnier Carlsen, 2021, ISBN 9789179753689